# 흰지팡이

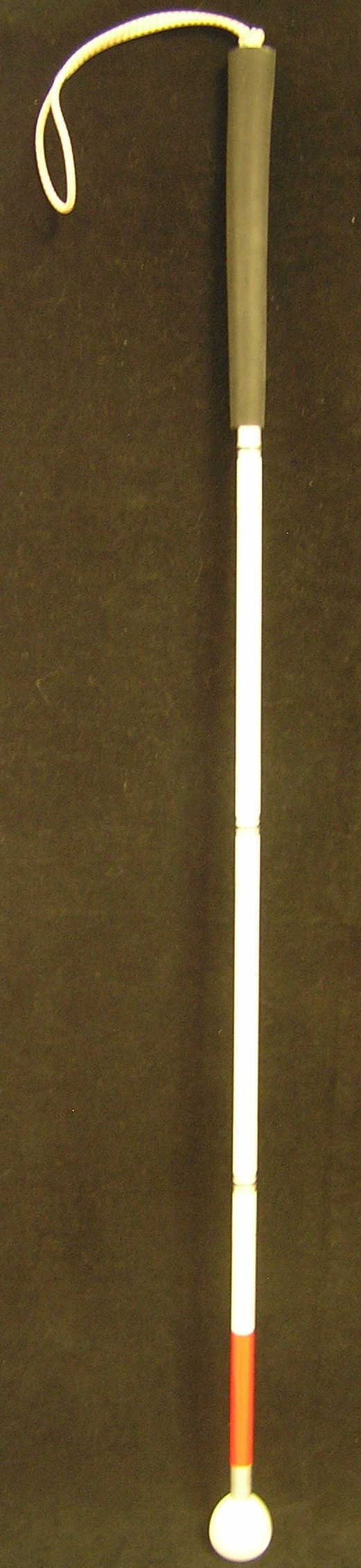
시각 장애인을 위한 중요한 이동성 도구인 긴 지팡이

흰 지팡이(White cane)는 시각장애인이 길을 안전하게 걷기 위해 사용하는 지팡이이다.

## 같이 보기
- 시각 장애인 유도 블록
- 안내견